# تاکر: مردی در رؤیاهای خود
تاکر: مردی در رویاهای خود (به انگلیسی: Tucker: The Man and His Dream) نام فیلم کمدی-درام زندگینامه‌ای محصول ۱۹۸۸ آمریکا و به کارگردانی فرانسیس فورد کوپولا و نقش آفرینی جف بریجز (که اول قرار بود مارلون براندو این نقش را بازی کند) است. جوآن آلن، مارتین لاندو، الیاس کوتیاس، فردریک فورست و کریستین اسلیتر در نقش‌های مکمل فیلم بازی کردند. این فیلم بر اساس زندگی پریستون تاکر می‌باشد.
این فیلم تحسین منتقدان را به دنبال داشت، تاکر: مردی در رویاهای خود عموماً با واکنش مثبت منتقدان رو به رو شد، این فیلم در راتن تومیتوز با ۳۷ نقد توانست امتیاز ۸۴٪، با میانگین ۷٫۲/۱۰ را به ثبت برساند. در متاکریتیک امتیاز ۷۴/۱۰۰، با ۱۳ نقد، سهم این فیلم بود. فروش این فیلم علی‌رغم نقدهای دریافتی، خوب نبود. با اکران در تاریخ ۱۲ اوت ۱۹۸۸، در هفته اول با در اختیار داشتن ۷۲۰ سالن سینما، مبلغ ۳٬۷۰۹٬۵۶۲ میلیون دلار فروش کرد و در نهایت فروش خود را به مبلغ ۱۹٫۶۵ میلیون دلار به پایان رساند، که حتی نتوانست بودجه ساختش را برگرداند.
در شصت و یکمین دوره جوایز اسکار، مارتین لاندو نامزد دریافت جایزه اسکار بهترین بازیگر نقش مکمل مرد شد، همچنین دین تاوولاریس و آرمین گانز در رشته بهترین طراحی صحنه و میلنا کانونرو در رشته بهترین طراحی لباس نامزد شدند.